# Bematistes moforsa
Bematistes moforsa är en fjärilsart som beskrevs av Suffert 1904. Bematistes moforsa ingår i släktet Bematistes och familjen praktfjärilar. Inga underarter finns listade i Catalogue of Life.